# Piaggio Liberty
Piaggio Liberty robogó, melyet az olasz Piaggio vállalat gyárt 1997-óta a mai napig nagy sikerrel.

## A Piaggio vállalatról
A gyárat Rinaldo Piaggio alapította 1884-ben, mely most már hét márkát egyesít, a Piaggio, Vespa, Gilera, Aprilia, Moto Guzzi, Derbi, and Scarabeo tartozik a Piaggio cégcsoportba. 
Elsősorban kétkerekű robogók gyártásával foglalkoznak, de a termékpalettán szerepelnek 3 és 4 kerekű haszonjárművek is, valamint rendelkeznek repülőgépgyártási üzletággal is.
A Piaggio vállalat elsősorban az Enrico Piaggio által megálmodott méltán híres Piaggio Vespa modellel szerezte hírnevét, mely az olasz utcakép elhagyhatatlan részévé vált már az 1950-es évektől fogva.
A termékpaletta az idők folyamán bővült, több új modell került a palettára, köztük 1997-ben a Liberty, mely tulajdonképpen a Vespa áttervezett modernizált, nagykerekű változata.

## A Liberty és Liberty S
1997-ben született a változó igényeknek jobban megfelelni tudó, olcsó, de praktikus, eleinte 16"-os kerekekkel szerelt 2 fő szállítására alkalmas Liberty (Magyarországon csak egy személy használhatja).
- Liberty (50 cm³ 2-ütemű, 50 cm³, 125 cm³ és 150 cm³ 4-ütemű)
- Liberty S (Sport) (50 cm³ 125 cm³ 200 cm³)

### Praktikum, tárolás
A kormány és a motor között a lábtér sík, az ülés alatt egy nyitott bukósisak elfér, és a kormányrúd alatt kis ajtóval ellátott kesztyűtároló valamint akasztó található, amire akár hátizsákot, táskát is fel lehet akasztani úgy, hogy a lábak közé/elé berakható. Az ülés nagy méretű, párnázott, 2 személy részére kialakított, de egybefüggő, a lábakat egymás mellé vagy terpeszbe is rakhatjuk. Kapható hozzá hátsó bukósisak tartó, valamint utólagosan felszerelhető szélvédő.

### Műszaki paraméterek

#### 1997-től 1999-ig
A motor léghűtéses egyhengeres 50, 125 és 200 cm³ hengerméretekkel, 2 (2t) és 4 (4t, quattrotempi) ütemű változatokban volt elérhető. 
Futómű: elöl két hidraulikus teleszkóp, hátul hidraulikus rugós gátlóegységgel rendelkezik. Önsúlya 87 kg. Az ülésmagasság 780 mm 
Elöl tárcsa, hátul dobfékkel készültek. Elöl és hátul is 16-os kerekeket kapott (gumiméret: elöl 80/80-16, hátul 90/80-16)
Mindkét változat 5,5 literes üzemanyagtankkal rendelkezik, a 2 ütemű külön olajtartályt kapott, melyből automatikusan adagolja a kenőolajat a benzinhez.
Önindítóval rendelkezik (az 50 cm³-es berúgókarral is), melyhez az energiát egy 12 V-os akkumulátor biztosítja.
Rendelkezik tompított és távolsági fénnyel, és a műszerfalon visszajelez az indexekről, világításról, jelez ha kevés az üzemanyag, valamint sebesség és üzemanyagszint mérő műszert tartalmaz.
Fogyasztása használattól függően 2-3,8 liter/100 km (95 vagy 100-as E5) benzin. Nem hivatalos végsebessége kb.: 70 km/h

#### Megújult külső
2004-ben és 2009-ben frissítésre került a design, de alapvetően a robogó nem változott sokat.
Az újabb modellekben a hátsó 16-os kerék méretét 14-esre változtatták.
A Liberty készül 2 és 4 ütemű változatokban, léghűtéses kivitelben, karburátor, majd injektor juttatta az üzemanyagot a hengerbe.

#### 2017-től
2017-től már minden Libertyt 4 ütemű 3 vagy 4 szelepes (Euro4-es) i-Get motor hajt, három különböző motorváltozattal – 50, 125 és 150 cm³.  
Mindhárom léghűtéses, négyütemű, injektoros , az 50 cm³-es 3 szelepes, a nagyobbak 4 szelepes vezérlést kaptak. 
A kétütemű változat is teljesíti az Euro4 normákat. 
Emellett új vázat, új futóműgeometriát, 15 colosról 16-osra nőtt első kerekeket, ABS-t és LED-es lámpákat kapott.
A gumiméretek elöl 90/80-16, hátul 110/80-14. A kétütemű 7 literes, a 4 ütemű 6 literes üzemanyagtartályt kapott.

#### Euro 5
A 2021-es évtől az európai környezetvédelmi előírásoknak megfelelően Euro5-ös normákat teljesítő motorokkal szerelik a Piaggio Libertyket. 